# Le Renne blanc
Pour plus de détails, voir Fiche technique et Distribution.
Le Renne blanc (Valkoinen peura) est un film finlandais réalisé par Erik Blomberg (en), sorti en 1952.

## Synopsis
En Laponie, un chasseur (interprété par Kalervo Nissilä) épouse une sorcière (Mirjami Kuosmanen) qui se transforme en renne blanc vampire, et qu'il tuera lui-même.

## Fiche technique
- Titre : Le Renne blanc
- Titre original : Valkoinen peura
- Réalisation : Erik Blomberg
- Scénario : Mirjami Kuosmanen, Erik Blomberg
- Production :
- Musique: Einar Englund
- Pays de production :  Finlande
- Genre : Fantastique, Dramatique, Folk horror
- Durée : 1h13
- Dates de sortie[1] :
  - Finlande : 25 juillet 1952
  - France : avril 1953 (Festival de Cannes)

## Analyse
Le Renne blanc est considéré comme l'un des premiers représentants du folk horror, un sous-genre du film d'horreur.

## Distribution
- Mirjami Kuosmanen
- Kalervo Nissilä
- Åke Lindman

## Distinctions
Le film remporte le Prix international du film légendaire au Festival de Cannes 1953 et le Golden Globe du meilleur film en langue étrangère en 1957, ex æquo avec Vor Sonnenuntergang, La Fille en noir, Richard III et Guerre et Paix[réf. souhaitée].